# Toray Pan Pacific Open 1991 - Doppio
Il doppio del torneo di tennis Toray Pan Pacific Open 1991, facente parte del WTA Tour 1991, ha avuto come vincitrici Kathy Jordan e Elizabeth Smylie che hanno battuto in finale Mary Joe Fernández e Robin White con il punteggio di 4–6, 6–0, 6–3.

## Teste di serie
1. Kathy Jordan /  Elizabeth Smylie (campionesse)
2. Mary Joe Fernández /  Robin White (finale)

1. Arantxa Sánchez /  Monica Seles (quarti di finale)
2. Rachel McQuillan /  Nataša Zvereva (semifinali)

## Tabellone

### Legenda
| - Q = Qualificato - WC = Wild card - LL = Lucky loser | - ALT = Alternate - SE = Special Exempt - PR = Protected Ranking | - w/o = Walkover - r = Ritirato - d = Squalificato |